# Zakaria El Allali
Zakaria El Allali (Nieuwegein, 15 mei 1988) is een Marokkaans-Nederlands voetballer die als aanvaller voor FC Oss speelde.

## Carrière
Zakaria El Allali speelde in de jeugd van JSV Nieuwegein, USV Elinkwijk en RKC Waalwijk. Via amateurclub VSV TONEGIDO kwam hij bij FC Oss terecht. Hier debuteerde hij in het betaald voetbal op 4 december 2009, in de met 1-1 gelijkgespeelde uitwedstrijd tegen HFC Haarlem. Hij kwam in de 90e minuut in het veld voor Mike Thijssen, maar omdat HFC Haarlem failliet ging werd deze uitslag niet meegeteld voor de stand in de Eerste divisie. FC Oss degradeerde naar de Topklasse, en El Allali vertrok naar VV De Meern. Hierna speelde hij nog voor SC Woerden en JSV Nieuwegein, SV Geinoord, en speelt nu voor VVIJ.

### Statistieken
| Seizoen                    | Club           | Land           | Competitie     | Competitie | Competitie | Beker | Beker | Totaal | Totaal |
| Seizoen                    | Club           | Land           | Competitie     | Wed.       | Dlp.       | Wed.  | Dlp.  | Wed.   | Dlp.   |
| -------------------------- | -------------- | -------------- | -------------- | ---------- | ---------- | ----- | ----- | ------ | ------ |
| 2009/10                    | FC Oss         | Nederland      | Eerste divisie | 1          | 0          | 0     | 0     | 1      | 0      |
| Carrièretotaal             | Carrièretotaal | Carrièretotaal | Carrièretotaal | 1          | 0          | 0     | 0     | 1      | 0      |
| Bijgewerkt op 4 april 2018 |                |                |                |            |            |       |       |        |        |